# Centaurea woronowii
Centaurea woronowii — вид квіткових рослин родини айстрових (Asteraceae). Ареал: Грузія, Туреччина (пн.-сх. Анатолія).

## Середовище
Населяє кам'янисті місцевості.

## Морфологічна характеристика
Це багаторічник 10–20 см заввишки. Листки сіро-запушені, нижні листки в контурі ланцетні, ліроподібні або перистолопатеві, верхні листки менші, сидячі, цілокраї. Обгортка циліндрична. Квіточки чорнувато-фіолетові. Період цвітіння: весна, початок літа.